# Cemitério de Solln
O Cemitério de Solln (em alemão:  Friedhof Solln) é um cemitério em Munique, no distrito de Solln.
Tem uma área de 0,37 hectares e aproximadamente 420 sepulturas.

## Sepultamentos notáveis

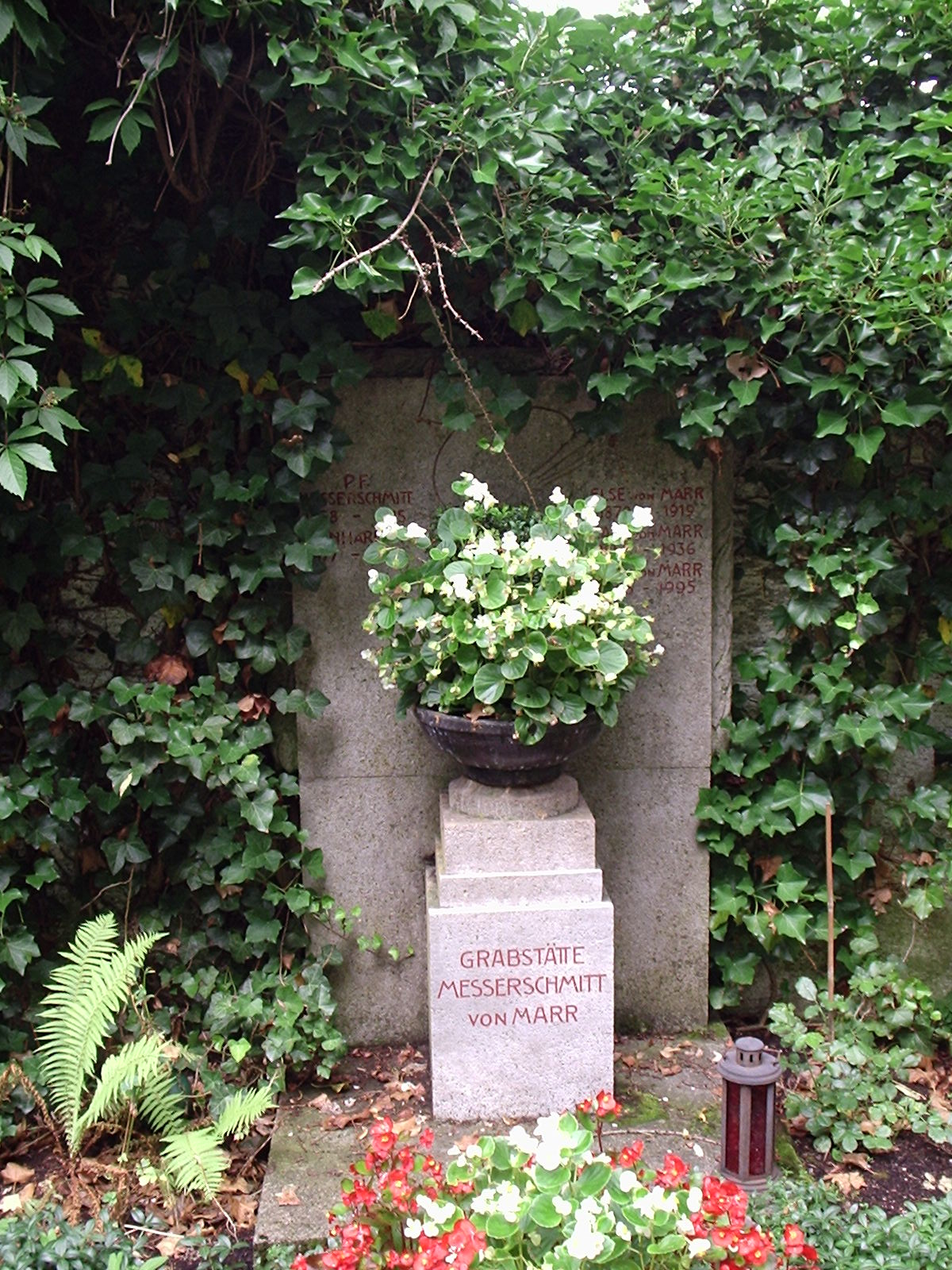
Sepultura dos pintores Pius Ferdinand Messerschmitt e Carl von Marr

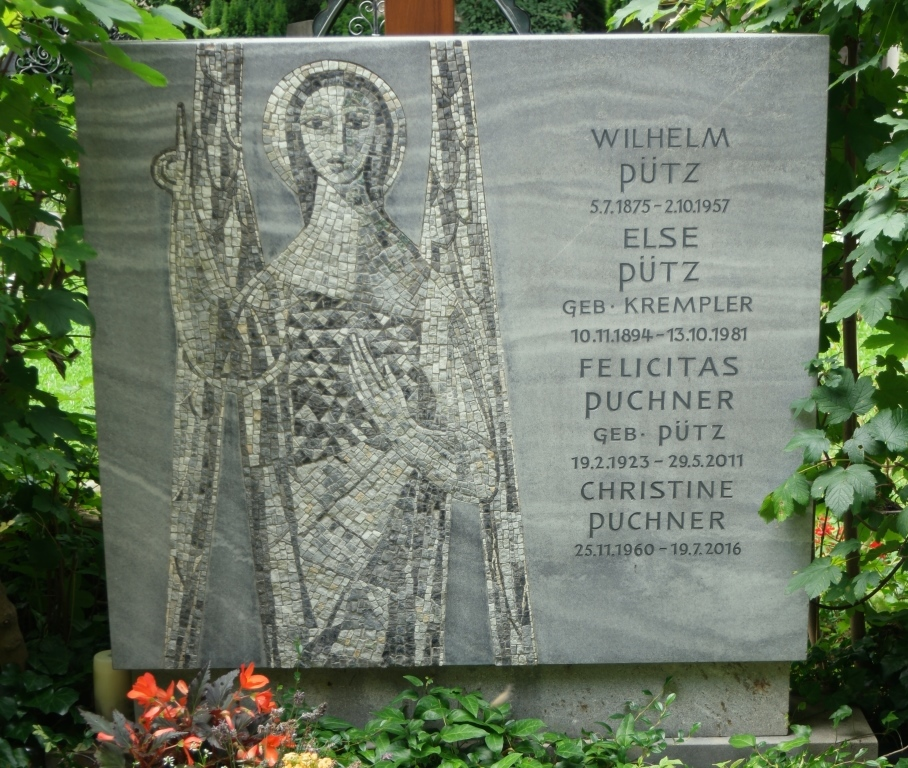
Grab des Künstlers Wilhelm Pütz

- Gotthard Bauer (1887–1976), pintor, sepultura M-168
- August Drumm (1862–1904), escultor, placa comemorativa na capela do cemitério (sepultura abandonada)
- Walther von Dyck (1856–1934), matemático, sepultura 3-2-163/164
- Wilhelm Eichheim (1891–1979), escultor e ferreiro, sepultura 1-5-29
- Ernst Otto Fischer (1918–2007), Nobel de Química
- Karl Tobias Fischer (1871–1953), físico
- Mark Lothar (1902–1985), compositor, sepultura 03-102
- Carl von Marr (1858–1936), pintor
- Pius Ferdinand Messerschmitt (1858–1915), pintor
- Antonio Montemezzo (1841–1898), pintor, sepultura M-169 (sepultura abandonada)
- Vittorio Montemezzo (1883–1963), escultor, sepultura M-169 (memorial)
- Carl Muth (1867–1944), publicista
- Franz Mikorey (1907–1986), escultor
- Kurt Neubauer (1899–1923), participante do Putsch da Cervejaria[1]
- Albert Pietzsch (1874–1957), empresário
- Wilhelm Pütz (1875–1957), pintor e artista de mosaico
- Simon Theodor Rauecker (1854–1940), pintor e artista de mosaico, sepultura 3-1-130 (sepultura abandonada)
- Richard Schaeffler (1926–2019), filósofo
- Bastian Schmid (1870–1944), cientista comportamental, sepultura M-43
- Senta Maria Schmid (1908–1992), dançarina e coreógrafa, sepultura M-43
- Manfred Schröter (1880–1973), filósofo, professor da Universidade Técnica de Munique
- Ernst Schweninger (1850–1924), médico, sepultura M-29
- Heinrich Wirsing (1875–1948), escultor